# آن ستيفنز
آن ستيفنز (بالإنجليزية: Ann Stephens)‏ هي ممثلة بريطانية، ولدت في 21 مايو 1931 بلندن في المملكة المتحدة، وتوفيت في 15 يوليو 1966.

## وصلات خارجية
- آن ستيفنز على موقع IMDb (الإنجليزية)
- آن ستيفنز على موقع ميوزك برينز (الإنجليزية)
- آن ستيفنز على موقع قاعدة بيانات الفيلم (الإنجليزية)